# Who See
Who See – czarnogórski duet muzyczny założony w 2002 roku wykonujący muzykę z pogranicza hip-hopu i electropopu, reprezentant Czarnogóry w 58. Konkursie Piosenki Eurowizji w 2013 roku.

## Historia
Duet tworzą Dejan „Dedduh” Dedović oraz Mario „Noyz” Đorđević. Pierwszym wydawnictwem duetu było demo Dim po dim, a w 2006 roku wydano debiutancki album studyjny grupy zatytułowany Sviranje kupcu. Dnia 7 sierpnia 2008 roku zespół wystąpił na scenie hip-hopowej festiwalu Refresh, organizowanym corocznie w czarnogórskim mieście Kotor.
W październiku 2012 roku zespół zwyciężył w głosowaniu na najlepszego wykonawcę regionu MTV Adria w ramach MTV Europe Music Awards. Było to pierwsze w historii wyróżnienie dla czarnogórskiego wykonawcy w tym plebiscycie.
W grudniu tego samego roku duet wygrał krajowe eliminacje eurowizyjne MontenegroSong z utworem „Igranka”, dzięki czemu zdobył możliwość reprezentowania Czarnogóry podczas 58. Konkursu Piosenki Eurowizji organizowanego w Malmö w 2013 roku. 14 maja wystąpili jako dziewiąci w kolejności w pierwszym półfinale widowiska i zajęła ostatecznie 12. miejsce, przez co nie zakwalifikowali się do finału. Duet w trakcie występu konkursowego wspierała wokalnie Nina Žižić. Po finale imprezy grupa zajęła 5. pozycję w plebiscycie o Nagrodę im. Barbary Dex dla najgorzej ubranych artystów konkursu. 
W swojej dotychczasowej karierze zespół współpracował między innymi z Wikluhem Sky, Ajsem Nigrutinem, Hornsmanem Coyote czy pochodzącą z Serbii grupą hip-hopową Beogradski Sindikat. 
Grupa muzyczna nagrała również featuring do utworu „Invite some sluts” Ajsa Nigrutina oraz Prti Bee Gee.
Poza pracą w duecie, muzycy rozwijają również swoje solowe kariery. Dejan Dedović wydał singel „Kakav ćemo refren?”, natomiast Mario Đorđević nagrał utwór „Niđe hedova masnija” z gościnnym udziałem rapera Timbe.

## Dyskografia

### Albumy studyjne
Opracowano na podstawie materiału źródłowego.
- Sviranje kupcu (2006)
- Krš i drača (2012)
- Nemam ti kad (2014)